# Cassia psilocarpa
Cassia psilocarpa är en ärtväxtart som beskrevs av Friedrich Welwitsch. Cassia psilocarpa ingår i släktet Cassia och familjen ärtväxter. Inga underarter finns listade i Catalogue of Life.